# Anaximene
Anaximene sau Anaximenes din Milet (greacă: Άναξιμένης, n. 585 î.Hr. - d. 525 î.Hr.) a fost un filozof grec presocratic din a doua parte a secolului VI î.Hr., probabil un mai tânăr contemporan al lui Anaximandru, al cărui elev și prieten se consideră că a fost.
Anaximene era preocupat, asemenea celorlalți filozofi ionieni, de căutarea elementului primordial, etern și divin, identificat de el cu aerul (înlocuind prin acesta apeiron-ul abstract al dascălului său).
El considera că aerul, cu conținutul său variat, prezența sa universală, asociațiile sale, în credințele populare, cu fenomenul vieții și al creșterii, este sursa a tot ce există. Totul e aer la diferite niveluri de densitate și, sub influența căldurii, care produce dilatație, și a frigului, care produce contracția volumelor, acesta dă naștere la diferitele forme ale existenței. Procesul are loc în două direcții, în funcție de predominarea căldurii sau a frigului. Astfel s-a format un disc de pământ, care plutește într-un aer ce îl
înconjoară. Condensări similare au produs Soarele și stelele, iar starea de combustie pe care o au aceste corpuri este datorată vitezei cu care se produc mișcările lor.
Pe baza aerului ca element primordial, Anaximene a dat o explicare pentru circuitul apei.
Aerul este deci principiul tuturor lucrurilor, substrat unic și infinit al lor (dar nu indefinit), element primordial nelimitat ca mărime. Rarefiat, devine foc; comprimat,devine apă, nor, pământ. Zeii înșiși s-au născut din aer iar sufletul provine la rândul lui din aer. Aerul este divinitatea, perfecțiunea deci, ceea ce cuprinde în sine totul și la care revine totul.
Anaximene reconfirmă ideea comună a milesienilor că nimic nu se naște din nimic. Filosofic, aceasta înseamnă: principiul este veșnic și nimănui dator.
Anaximene a fost primul care a formulat teoria saltului calitativ în urma acumulărilor cantitative. Concepând sufletul ca o boare de aer, Anaximene abordează astfel tema raportului dintre conștiință și materie, dintre om și cosmos. Potrivit tradiției, el a fost primul om de știință care a recunoscut că luna nu posedă o sursă de lumină, ci o reflectă doar pe cea a soarelui și a explicat originea curcubeului. Autoritatea lui Anaximene a depășit-o în secolul V î.Hr. pe cea a lui Anaximandru, ideile sale influențându-i pe Anaxagora, Pitagora, Leucip, și Democrit.